# Volleyballclub Voléro Zürich
O Voléro Zürich é um clube de voleibol da cidade de Zurique-Suíça fundando em 1973.Inicialmente a equipe masculina obteve os primeiros êxitos da entidade quando conquistaram  o bicampeonato da Copa da Suíça nos anos de 1975 e 1978 e em 1977 conquistaram o título nacional. No final da década de 90 a equipe feminina começou a destacar-se, ao conquistar o primeiro título no feminino na Liga Suíça. Depois disso o clube sofreu com problemas financeiros, mas com o empenho do presidente Stav Jacobi, o clube voltou ao cenário nacional em 2004, passou a conquistar títulos com a incrível performance  de 8 títulos em 8 competições disputadas.
Em 2006 o clube foi premiado  pela Prefeitura de Zurique, pelos serviços prestados ao esporte local. Em 2013 Associação de Voleibol  da Suíça em parceria com o Governo Alemão sediou a o Campeonato Europeu de Seleções.O clube se consolidou como uma das principais equipes europeias ao conquistar dois torneios "Top Volley" em 2007 e 2010 e ser semifinalista em 2013 e 2014 do Campeonato Mundial de Clubes  (Feminino).

## Histórico
Em 2018 anunciou que manteria um projeto na categoria de base na Suíça e decidiu migrar para a França com o projeto principal e fusão com o clube Entente Sportive Le Cannet-Rocheville deste país formando o Voléro Le Cannet.

## Resultados
- Liga A Suíça:1º lugar (2005, 2006, 2007, 2008, 2010, 2011, 2012, 2013 e 2014) [3]
- Liga A Suíça:3º lugar (2009)
- Copa da Suíça:1º lugar (2005, 2006, 2007, 2008, 2010, 2011, 2012, 2013 e 2014).[4]
- Supercopa da Suíça:1º lugar (2007, 2010, 2011, 2012 e 2013)
- Liga dos Campeões: 2007 (4º lugar), 5º lugar (2008 e 2011), 2012(9º lugar), 2013 (22º lugar)[5]2014(5º lugar)[6]
- Campeonato Mundial de Clubes: 4º lugar (2013)

## Temporadas

### 2016-2017
Treinador: Zoran Terzic  Sérvia